# Lòng lợn

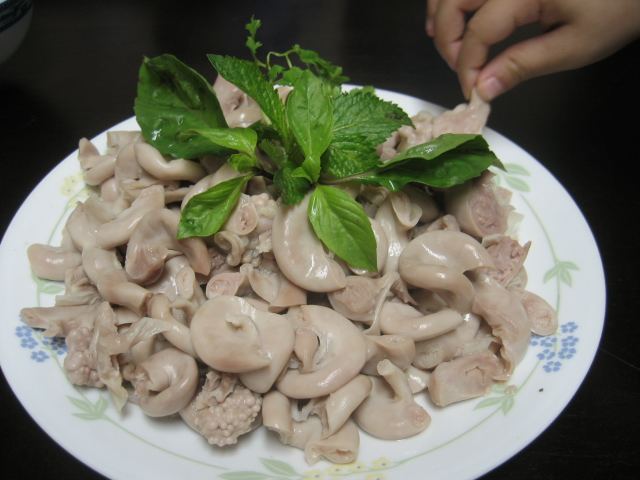
Một đĩa lòng lợn luộc

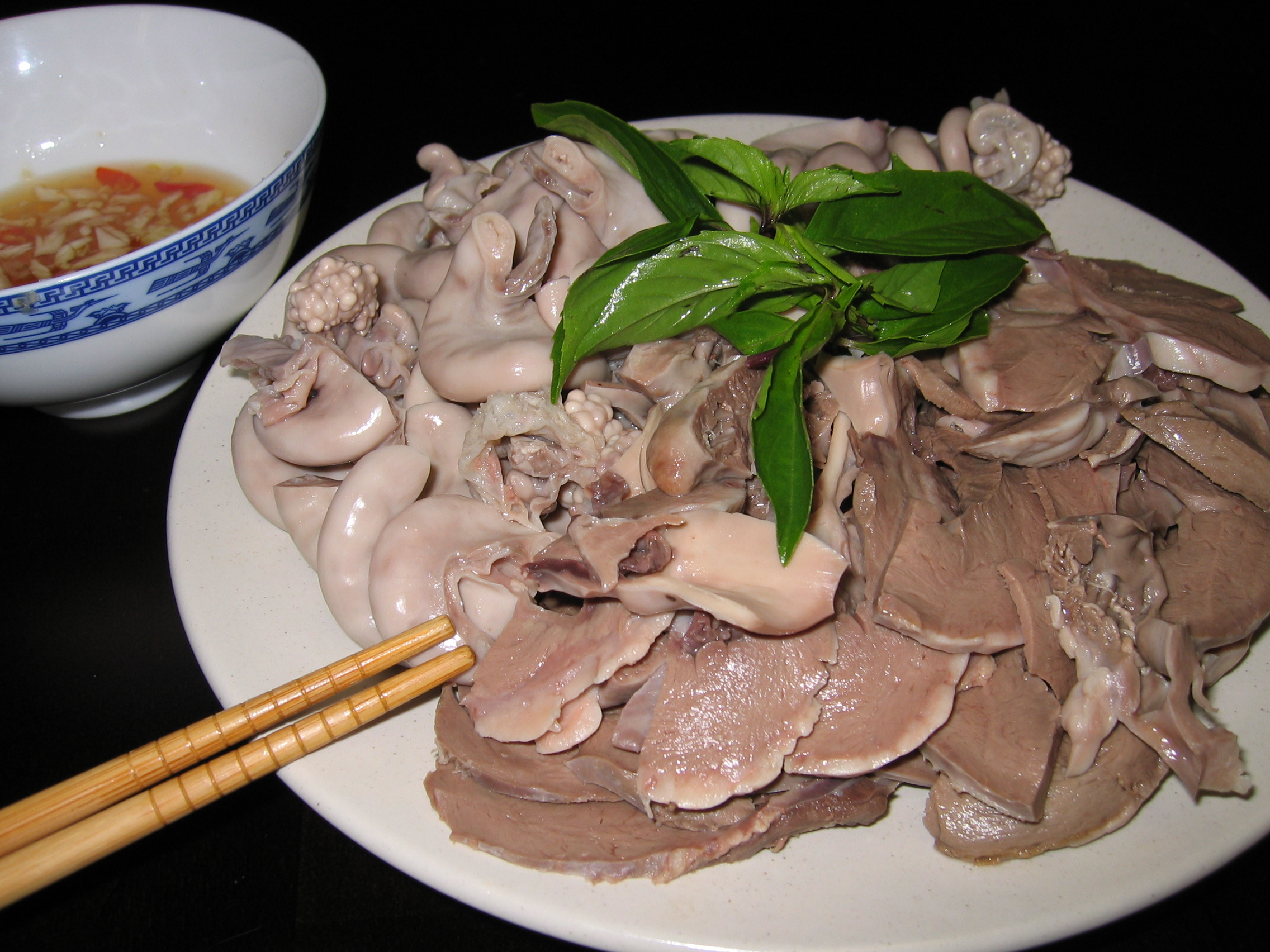
Lòng lợn và tim heo

Lòng lợn (có nơi gọi là dồi trường, mặc dù dồi thường có nội hàm hẹp hơn chỉ món lòng đã nhồi thực phẩm bên trong) là tên gọi khái quát để chỉ hầu hết các phủ tạng lợn được luộc, hấp hoặc nướng. Đây là một trong số những món ăn bình dân phổ biến ở Việt Nam và có lẽ cũng xuất hiện tại nhiều nước trên thế giới, tuy hiếm khi được đánh giá cao trong ẩm thực châu Âu, nơi mà nhiều nước chỉ dùng bộ lòng như một thứ nguyên liệu để nhồi xúc xích, lạp xường.

## Nguyên liệu
Gọi là lòng lợn một cách khái quát, nhưng món ăn lòng lợn bao gồm nhiều nguyên liệu là phủ tạng lợn trong đó thường lòng non (lòng xe điếu) và lòng già chiếm một tỷ lệ chủ đạo. Đĩa lòng lợn thông thường còn bao gồm cả các phủ tạng khác như: tim, gan, lá lách, dạ dày, cổ hũ, trễ (dạ con và ống dẫn trứng còn gọi là "tràng", thường không nhồi, rất ngon nếu được nướng), cật (quả thận). Tuy nhiên, tim, dạ dày, trễ, thận là những món được người Việt đánh giá có chất lượng cao, nên khi bán kèm đĩa lòng lợn sẽ khiến giá thành của món ăn cao hơn.

## Chế biến

### Dồi

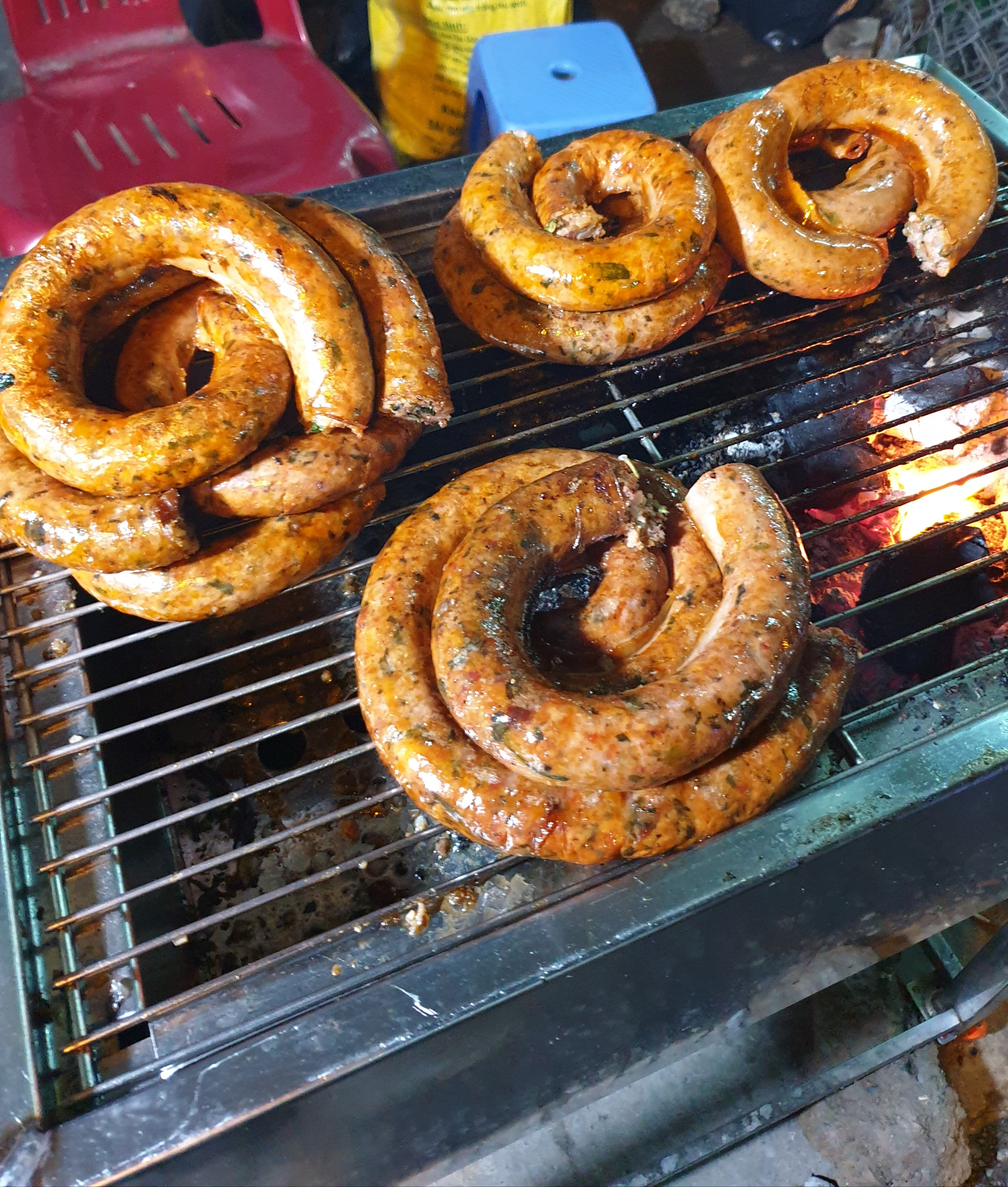
Dồi sụn nướng

Món lòng già được gọi là dồi thường làm rất công phu. Lòng già thông rửa rất kỹ, lộn trái để các lá mỡ của phía ngoài lòng quay vào trong trước khi nhồi thực phẩm. Món dồi nhồi nguyên liệu này lại phân chia ra hai trường phái Bắc và Nam. Người Nam dùng ruột non chứ không dùng ruột già và dùng thịt vai xắt hạt lựu cỡ một phân và huyết (tiết) chín cũng xắt cỡ đó, trộn chung với đậu xanh, hạt tiêu rang vàng đâm giập giập, rau răm, rau húng quế xắt nhỏ. Vì ruột non nên dồi không lớn và khi luộc (hấp) chín, miếng dồi được đem chiên vàng ruộm.
Món dồi của dân Tây Ninh lại dùng ruột già như dồi Bắc. Người Bắc chọn cái ruột không quá lớn, cũng không quá nhỏ, dùng nước gạo vo tuốt lòng. Nhân dồi gồm sụn cổ họng, mỡ sa, ba chỉ, rau răm băm nhuyễn, hành hoa xắt nhỏ, đỗ xanh rang, lá sương xông, nước cốt riềng, xả, cùng với tiết đông bóp vụn trộn đều, rồi nhồi vào ruột già và lấy lạt thắt hai đầu lại thành từng đoạn (tương tự như cách nhồi xúc xích của phương Tây) nếu đem nướng thì gọi là món dồi sụn nướng. Món dồi Bắc không chiên hay nướng mà luộc, khi luộc thì thường dùng que xăm lỗ để cho nước chảy ra, không làm dồi bị nứt, vỡ. Món dồi ngon hay không còn do tiết có bị hãm mặn hay không và hỗn hợp các thứ phụ gia điều chế hài hòa.

### Các loại phủ tạng khác
Ruột non rửa thật sạch cả trong và ngoài, tuy có nhiều vùng chỉ rửa vừa phải để ăn cả chất sữa hơi hơi đắng trong ruột non (được gọi là phèo). Các phủ tạng khác như dạ dày cũng cần lộn trái và rửa thật sạch. Trễ, tim, gan rửa sơ vì những phủ tạng này đã sạch sẵn. Nếu có quả cật lợn luộc, thường phải bổ đôi và nạo bỏ phần trắng rất hôi trong cật.

## Trình bày
Sau khi luộc chín, các thành phần trên sẽ được thái bày lên đĩa đem ra bàn ăn với dồi, lòng non, trễ thái khúc ngắn lót dưới, các loại tim, gan, cật thái lát mỏng to bản bày lên trên. Trên cùng bày mấy dọc hành hoa chần.
Nước luộc lòng lợn có thể tận dụng để nấu cháo lòng hoặc làm nước canh ngon ngọt với chút hành hoa xắt nhuyễn rắc lên trên bát.

## Gia vị ăn kèm
- Nước chấm: thường dùng mắm tôm đánh sủi bọt với rượu trắng, nước cốt chanh, ớt xắt lát, chút mỡ nước, và đường, mì chính. Nếu thực khách không ăn được mắm tôm, có thể thay bằng nước mắm, hoặc bột canh vắt chanh, trộn mấy lát ớt. Tuy nhiên những loại nước chấm này, ngoại trừ mắm tôm, đều không đúng điệu.
- Dọc hành hoa trần bày trên đĩa lòng hoặc bày trong một đĩa riêng.
- Rau thơm các loại: thường có rau húng chó, húng quế, húng thơm, rau ngổ tương tự như khi ăn tiết canh lợn.

## Thưởng thức

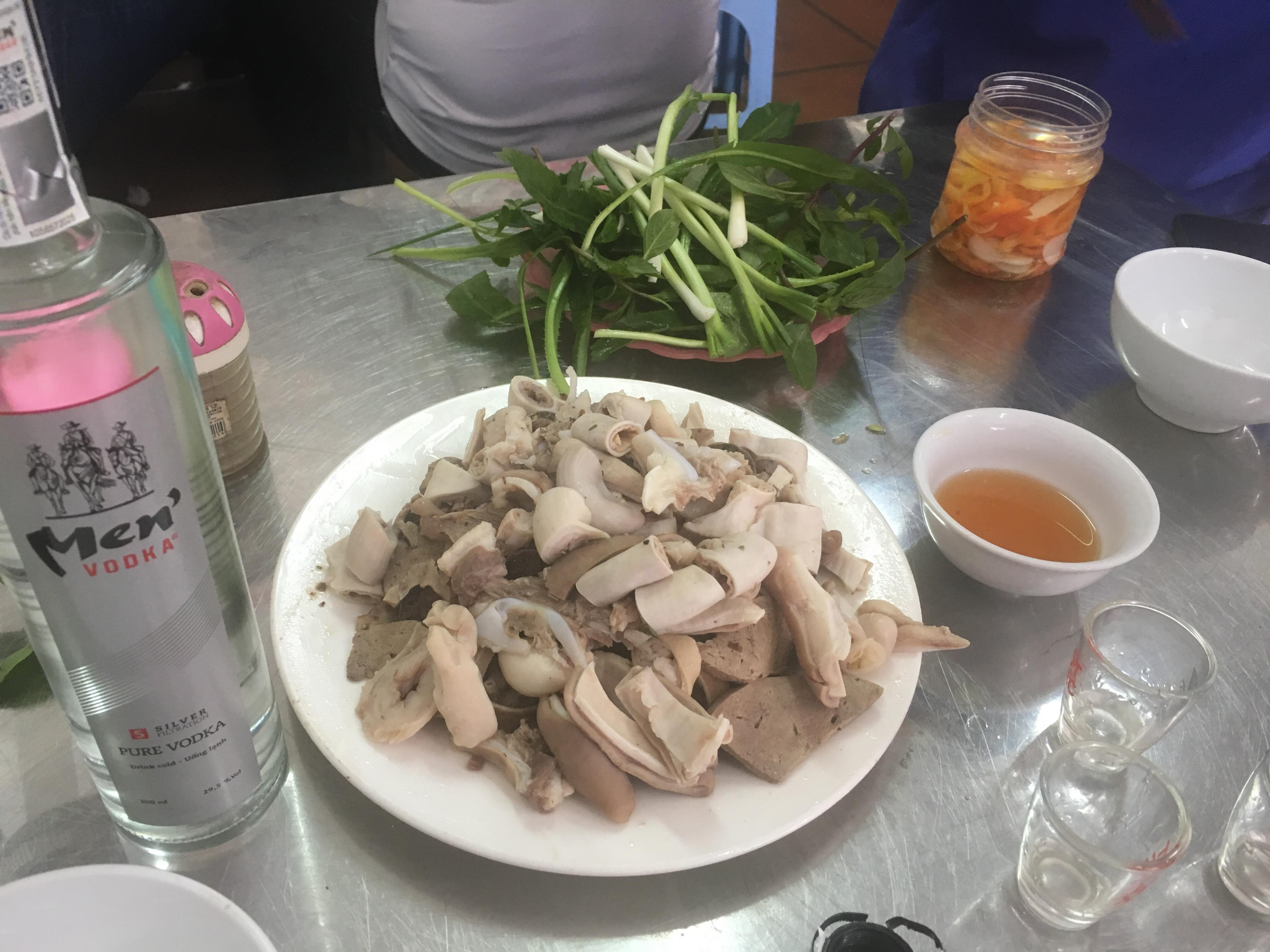

### Dùng như một món trong bữa ăn
Đĩa lòng lợn có thể được ăn như một món thức ăn trên mâm cơm gia đình, nhưng thường thấy trong Ẩm thực Việt Nam là sự kết hợp trong tính chuyên biệt của bộ ba: tiết canh, lòng lợn, và cháo lòng được nấu từ nước luộc lòng lợn nói trên. Chính ba món ăn này đã tạo nên những thương hiệu các quán lòng lợn tiết canh phổ thông trong cả nước, nơi mà thực khách, bạn nhậu (thường giới hạn, ít khi đông đảo như các quán bia hay rượu dân tộc) có thể gặp gỡ nhau bên chén rượu cuốc lủi với hàng trăm thứ chuyện nhân tình thế thái.

### Sử dụng như nguyên liệu nấu các món khác
Lòng non, lòng già (nhồi tiết, thịt, gia vị) của lợn đã luộc có thể xào với dưa cải muối rất ngon. Dạ dày lợn sống thái mỏng xào với các loại rau củ quả (xu hào, cà rốt, cần tây, tỏi tây v.v.) cũng là một trong những món ăn khoái khẩu đối với nhiều thực khách. Ngoài ra, dạ dày lợn luộc cũng có thể được làm dưới dạng nộm với rau thơm và lạc rang, ăn rất lạ miệng.
Tim, gan, cật lợn thường để tươi sống và xào nấu với các rau củ quả tương tự như món dạ dày lợn nói trên hoặc nấu cháo tim cật. Tim lợn còn được nhồi với hạt sen và một số loại thuốc bắc để tần, hấp, làm món ăn bổ dưỡng cho những người mới ốm dậy hoặc mới sinh nở.

## Biến thể
- Một số dân tộc Tây Nguyên trong lễ bỏ mả có nhiều món thịt sống làm với thịt và lòng lợn như món "nhăm đinh" gồm thịt sống, gan sống, ruột già, ruột non chưa luộc băm trộn với muối ớt; món "nhăm tắc" gồm thịt băm trộn với tiết và phèo lấy từ ruột non; "nhăm pơra" thịt với phèo băm lẫn gói vào lá; món "nhăm pa" thịt mỡ trộn tiết, phèo và chút muối ớt. Hầu hết các món đều sử dụng chất phèo trong lòng non của lợn để làm "chín" thực phẩm một cách tự nhiên.
- Tại miền Tây, lòng heo sa tế nai được ăn với nước lèo sầu riêng mật ong.